# Portal de Graells
De stadspoort Portal de Graells of Portal de Santa Maria is een van de vier poorten van de stad Cardona in de deelstaat Catalonië van het federale koninkrijk Spanje.
Ze werd in 1420 gebouwd, onder de regering van burggraaf Folc VI van Cardona die aan de vier windstreken een poort wou. Ze bevindt zich aan het einde van de eponieme straat Carrer Graells die het stadje enerzijds met Solsona, Sant Llorenç de Morunys, La Seu d'Urgell en anderzijds met Serrateix, Berga en Puigcerdà verbindt. De naam is afkomstig van het nabijgelegen herenhuis Casal Graells op de gevel waarvan er zich een afbeelding van Maria bevindt. Het is de enige stadspoort met twee typische verdedigingstorens die overgebleven is. De eerste schriftelijke vermelding van het gebouw dateert uit 1421.
In de zestiende eeuw hing er aan de buitenkant een kooi met de kop van Samson Forts, een Fransman die de wetten van de gemeente overtreden had en op de Plaça de la Fira onthoofd werd. Dat gold als waarschuwing aan al wie de stad binnenkwam. De poort wordt onder meer vermeld in het letterkundige werk van Josep Pla. De dichters Manuel Bertran en Hermentera Fàbrega hebben er elk een sonnet aan gewijd.
In 1984 werd ze grondig gerestaureerd onder de leiding van Montserrat Adroer i Tasis, een architecte bij de Catalaanse Generaliteit. Sedert de restauratie herbergt de poort het gemeentearchief en de Stichting voor lokale geschiedenis (Fundació Cardona Històrica).